# Марко познаје очину сабљу
Марко Краљевић познаје очину сабљу је народна епска песма из циклуса песама о Марку Краљевићу.
Марко Краљевић је највећи народни јунак и најпотпуније приказан лик у нашој народној поезији. Одликују га изузетна снага и високе моралне особине. Марко Краљевић, историјска личност – краљ Марко Мрњавчевић, син краља Вукашина, био је турски вазал, а погинуо је 1395. године на Ровинама.

## Кратак садржај песме
У песми „Марко Краљевић познаје очину сабљу“ говори се како Туркиња долази рано на реку Марицу да бели платно. Вода доноси рањеног јунака са украшеном сабљом који је моли да га залечи. Њен брат га убија и узима сабљу, одлази у битку, где Марко види и препозна сабљу свога оца. После признања о убиству, Марко убија Турчина, о чему стижу гласови и до турског цара. Цар га позива, Марко љут, нерадо одлази до њега, објашњавајући му да је препознао сабљу свога оца кога је Турчин убио.

## Анализа

### Књижевна врста:
- Епска народна песма из циклуса песама о Марку Краљевићу

### Књижевни род:
- Епика

### Тема:
- Освета Марка Краљевића, љубав према родитељу, племенитост Туркиње, похлепа Турчина Мустаф-аге[4]

### Ликови:
- Марко Краљевић
- Туркиња девојка
- Мустаф-ага, брат Туркиње девојке
- Турски цар

### Време:
- После битке на Марици

## Приказ песме
„Мутна и крвава Марица“ нанела је рањеног јунака испред „Туркиње ђевојке“, и она му помаже да изађе из воде, бацивши му комад платна који је прала. На обали је видела:

„На јунаку рана седамнаест;

На јунаку чудно одијело:

О бедри му сабља окована,

На сабљи су три балчака златна,

У балчацим' три камена драга,

Ваља сабља три царева града!“
Рањени јунак моли девојку да доведе брата да му помогне, обећавајући богату награду и њој и брату. Њен брат, Мустаф-ага, није послушао сестру, већ је узео и сабљу и одело рањениково, и одсекао му сабљом главу. На то му сестра рече:

"Зашто, брате, да од Бога нађеш!

Зашто згуби мога побратима?

На што си се болан преварио

- А на једну сабљу оковану!

Еда Бог да одсјекла ти главу!"

Када је Турчин стигао у војску, сабљу су сви загледали, па и Краљевић Марко:

„Кад је Марко сабљу загледао,

Ал' на сабљи три слова хришћанска:

Једно слово Новака ковача,

Друго слово Вукашина краља,

Треће слово Краљевића Марка.“

Препознавши сабљу свог оца, краља Вукашина, Марко одсече главу Мустаф-аги. Због освете, цар шаље своје слуге да позову Марка, али он се не одазива на његове позиве. А када му је досадило "пригрну ћурак наопако", узима "тешку топузину" па одлази "цару под чадора". Цара гледа попреко а "крваве му сузе из очију".

„Цар с' одмиче, а Марко примиче,

Док доћера цара до дувара;“

и одговара му:

„Познао сам сабљу баба мога;

Да сам, Бог д'о, у твојим рукама,

И ти би ме 'вако ражљутио!"

## Занимљивости
Стрип едиција Никад робом издала је стрип Марко Краљевић и очева сабља.